# Linda Karshan
Linda Karshan (* 9. September 1947 in Minneapolis) ist eine amerikanische Künstlerin; sie lebt und arbeitet in London und Connecticut.

## Leben
Von 1965 bis 1966 studierte Linda Louise Joseph freie Kunst am Skidmore College in Saratoga Springs, kurzzeitig auch am Walker Art Center, Minneapolis (1967). Nach dem Tod des Vaters verließ sie die USA und gng von 1967 bis 1968 zum Studium der Kunstgeschichte an die Sorbonne nach Paris. Nach ihrer Rückkehr in die USA lernte sie in New York ihren künftigen Mann Howard Karshan kennen und ging mit ihm nach London, wo sie 1970 Renaissance-Kunst an der Slade School studierte; gleichzeitig begann sie dort ein Studium der Analytischen Psychologie nach Jung (1970–1972), das sie 1983 mit einem Magister in Kunst und Psychologie an der Antioch University in London abschloss. Statt eine professionelle Laufbahn in der Psychologie zu beginnen, konzentrierte sie sich auf ihre künstlerische Entwicklung. 
Seit 1984 hat sie Einzelausstellungen in Galerien und Museen in den USA und Europa, die erste Ausstellung erfolgte 1984 in der Clarendon Gallery in London. Seit 1985 nimmt sie an Gruppenausstellungen teil, so zuletzt an der Ausstellung Zeichnung als Prozess im Museum Folkwang Essen (2008).

## Öffentliche und private Sammlungen mit Werken von Linda Karshan
- Arts Council, London
- The British Museum, London
- Collection Werner Kramarsky, New York
- Institut Valencia d´Art Modern, IVAM (E)
- Staatliche Graphische Sammlung München (D)
- Sammlung Hanck - museum kunst palast, Düsseldorf (D)
- Sammlung Herzog Franz von Bayern, München (D)
- Tate, London
- Walker Art Center, Minneapolis/Minnesota (USA)